# می‌درخت
می‌درخت (به هلندی: Mijdrecht) یک منطقهٔ مسکونی در هلند است که در درونده فینن واقع شده‌است. می‌درخت ۱۵٫۹۴۰ نفر جمعیت دارد.